# 春秋决狱
春秋决狱是中国古代在审判案件时的一种断狱方式，司法官根据《春秋》的义理来判断案件如何定罪。春秋决狱从汉武帝时代开始，直至唐朝儒家思想和法學融合，“礼、法合一”而结束。

## 历史
西汉初年，政府的法律多数来自秦朝。但随着历史发展过于严酷的秦法令不能适应社会发展。随着儒家思想逐渐得到中央政权的重视，尤其是汉武帝即位后“罢黜百家，独尊儒术”，使得儒家思想成为正统。
董仲舒曾参与朝廷要职，甚至在隐退回家以后朝廷有案件，廷尉張湯仍会找他参考。董仲舒等人以《春秋》等儒家经典为指导，组织编辑了《春秋决事比》（又称《春秋决狱》）。此书收录232个以《春秋》决案的典型案例，以作为判案的参考依据。

## 断案方式
春秋决狱虽是以儒家的经典《春秋》作为断案参考，但实际上对案件的判断有一定的人情考虑，而不是死板照搬。以下是三个案例：
- 《太平御览》六百四十引中讲：乙与丙争吵打架，丙用佩刀刺乙，乙的儿子甲（见此情况）用棍子打丙，却误伤其父。
  - 董仲舒认为，甲并非有意打伤父亲，因此以《春秋》许止进药的故事作参考，判甲的行为并不是殴父罪。

- 杜佑《通典》卷六十九载：甲生了儿子乙，却将其送给丙，求丙收养，乙由丙撫养，长大成人。有一天，甲因贪酒，喝醉了，对乙说：“你是我的儿子。”乙很生气，用棍子打了甲二十下。甲因为乙是他亲生，咽不下这口气，就向县官告乙殴父。
  - 董仲舒认为，甲对乙有生育但没有养育之恩，已经没有了父子之义。不能判乙犯殴父罪。[4]

- 班固《汉书》卷七十一、〈雋不疑传〉载：汉武帝時，卫太子刘据因巫蛊之祸而自尽身亡，但民间谣传其未死。至汉昭帝时，有人自称卫太子，诣长安北门，群臣束手无策，帝诏公卿将军中二千石杂识视，吏民聚观数万人，真假莫辨。京兆尹雋不疑赶到，依春秋時卫灵公子蒯聩出奔、其孫辄不纳返的先例将其拘捕，春秋决狱至此已演成解决政治疑难的司法手段。[5]

## 评价

### 正面
“春秋决狱”的核心是“论心定罪”，也就是按当事人的主观动机、意图、愿望来确定其是否有罪及刑罚的轻重。春秋决狱在一定程度上限制了刑罚，减轻了法律原先的死板性所带来的弊端，可以说是中国历史上最早的较为体系的刑罚裁量制度。
春秋决狱也一定程度上稳定了当时的汉朝政权统治，并将儒家思想带进法律之中，进一步加强儒家思想对统治阶级的影响力。

### 负面
但由于其具有一定的主观性及模糊性，尤其是将道德和法律的界限也模糊处理，也为后世的“文字狱”等统治者的主观意愿断案甚至是为惩罚某人而定罪提供一定的依据。其实际上是扩大了断案者的主观判断影响力，也使断案产生了一定的随意性，从而给最终的断案结果带来负面影响。